# Alfredo Le Pera
Alfredo Le Pera (São Paulo, Brasil, 7 de junio de 1900 - Medellín, Colombia, 24 de junio de 1935) fue un letrista, escritor, guionista, traductor, periodista argentino, autor de la letra de los más conocidos tangos cantados por Carlos Gardel. Respecto a su nombre y fecha de nacimiento en el certificado oficial de nacimiento, consta "Alfredo" como único nombre, nacido el 7 de junio de 1900 a las 22:30.
Cuando Carlos Gardel hubo de viajar a Francia contratado por la filmográfica Paramount sita en Joinville, se vio necesitado de reunir un núcleo de colaboradores, con la desventaja de que ya no se encontraban en París el experimentado Manuel Romero ni los artistas argentinos agrupados en la compañía de revistas del porteño Teatro Sarmiento. Gardel acudió a su amigo Edmundo Guibourg, quien le sugirió el nombre del letrista Alfredo Le Pera.

## Biografía
Los padres, Maria Sorrentino y Alfonso Le Pera, oriundos de Calabria en el sur de Italia, viajaban desde Europa a la Argentina pero debieron quedarse un par de meses en Brasil ya que Maria estaba por dar a luz. Fue entonces cuando nació Alfredo, y dos meses después continuaron su viaje a Buenos Aires, donde tuvieron dos hijos más.
Vivió en el barrio de San Cristóbal y cursó el bachillerato en el Colegio Nacional Bernardino Rivadavia, situado en la avenida San Juan N.º 1545, del barrio de Constitución, Buenos Aires. Allí tuvo como profesor al crítico teatral Vicente Martínez Cuitiño, quien influyó en su vocación como poeta. También estudió piano, lo que le permitiría tener nociones básicas del pentagrama. Impulsado por su familia, comenzó estudios de Medicina, los cuales abandona en cuarto año al prevalecer su afición al periodismo.
Más adelante escribió alguna pieza teatral, así como algunas letras para tango. Antes de asociarse a Carlos Gardel obtiene cierto éxito con su primer tango "El Carillón de la Merced", que estrenó Tania en el Teatro Victoria, tema inspirado en una visita a la iglesia de Nuestra Señora de la Merced, en Santiago de Chile. Enrique Santos Discépolo pondría música al poema.

## Escritor y poeta
En 1920 se inicia en la crítica de espectáculos para los periódicos El Plata, El Mundo, Última Hora, La Acción y El Telégrafo.  Comienza también por entonces a escribir teatro, siendo su primera obra la revista La Sorpresa del Año (1927), escrita en colaboración con el empresario Humberto Cairo. Le siguieron luego Los modernos mandamientos, en coautoría con Alberto Ballestero y D. Gainza; Gran circo político, con Julio Filiberti Escobar; Melodía de arrabal, ¡Qué quieren los brasileños!, Piernas locas, Rojas bocas, La vida se va en canciones, Está abierta la heladera, Ya están secando con Broadway y La plata de Bebé Torres,  en colaboración con Pablo Suero y Manuel Sofovich y con la actuación de Pepe Arias; Ópera en jazz, Piernas de seda y Un directo al corazón, realizadas en equipo con Antonio de Bassi, Antonio Botta y Carlos E. Osorio.
Desde su posición como jefe de la sección “Teatros” de El Telégrafo entabló muy buenas relaciones con importantes hombres del espectáculo, como Augusto Álvarez, empresario del Teatro Porteño y luego del Broadway.
Por motivos profesionales realizó varios viajes a París. Al volver a Buenos Aires comenzó a trabajar en la traducción y confección de subtítulos para películas silentes, realizando dicha tarea junto con Leopoldo Torres Ríos, quien más tarde sería relevante director del cine argentino (y padre del también eximio director Leopoldo Torre Nilsson).
Su oficio de traductor de películas lo lleva de nuevo a París a fines de 1931, donde ingresa en la United Artists como traductor castellano de intertítulos para cine mudo. En ese tiempo conoció a distintas figuras de la cinematografía y redactó notas para Noticias Gráficas, en las que reflejó el impacto que le produjeran los destacados directores René Clair y Alfred Hitchcock.
Para Carlos Gardel escribió un buen número de letras de tango, entre las cuales puede mencionarse "Mi Buenos Aires querido", "Por una cabeza", "El día que me quieras", "Cuesta abajo", "Soledad", "Volver" y "Sus ojos se cerraron". Asimismo, sería el guionista de las películas de Gardel, tanto en Francia como en Estados Unidos.

## Fallecimiento
El 24 de junio de 1935 se hallaba en Medellín, Colombia, integrando la comitiva de Carlos Gardel, junto a los guitarristas José María Aguilar (el Indio Aguilar), Ángel Domingo Riverol y Guillermo Barbieri. Carlos Gardel y el propio Le Pera, fallecieron al chocar dos aeroplanos a punto de despegar, sobre la pista del aeropuerto Las Playas, luego llamado Enrique Olaya Herrera de dicha ciudad. Aguilar sobrevivió, aunque con graves secuelas que le impidieron seguir ejecutando su instrumento.